# Issehoved
Issehoved  er navnet på nordspidsen af Samsø, der ligger  ca. 4 km nord for Nordby. Pynten, der er en  dynamisk sandodde der ligger nedenfor Nordby Bakkers klinter, ligger i Natura 2000-område  nr. 58 Nordby Bakker, og  var i 1949  den første del af  en 480 ha stor  naturfredning af Nordby Bakker.